# Rue des Brice
La rue des Brice est une voie de la commune française de Nancy, dans le département de Meurthe-et-Moselle, en région Lorraine (Grand Est).

## Situation et accès
La voie se situe au sud du ban communal de Nancy, à proximité de Vandœuvre. La rue des Brice appartient administrativement au quartier Mon Désert - Jeanne d'Arc - Saurupt - Clemenceau.
Placée au cœur du quartier de Saurupt, la rue des Brice relie en adoptant une direction générale nord-sud l'avenue du Général-Leclerc à la rue du Maréchal-Oudinot.

## Origine du nom
Ce nom rappelle la famille Brice originaire de Lorquin et de Nancy :
- Joseph Nicolas Brice (1783-1851), général de brigade et défenseur des Vosges durant les invasions de 1814 et 1815.
- Alphonse Brice (1820-1893), général de brigade, adjoint de la ville de Nancy en 1848.
- Louis Brice (1821-1903)[2], général, bienfaiteur de l'hôpital militaire.

## Historique
Cette voie a été appelée chemin de l'Atrie, puis rue de l'Atrie, en souvenir d'un vieux cimetière disparu avant de prendre sa dénomination actuelle.

## Bâtiments remarquables et lieux de mémoire

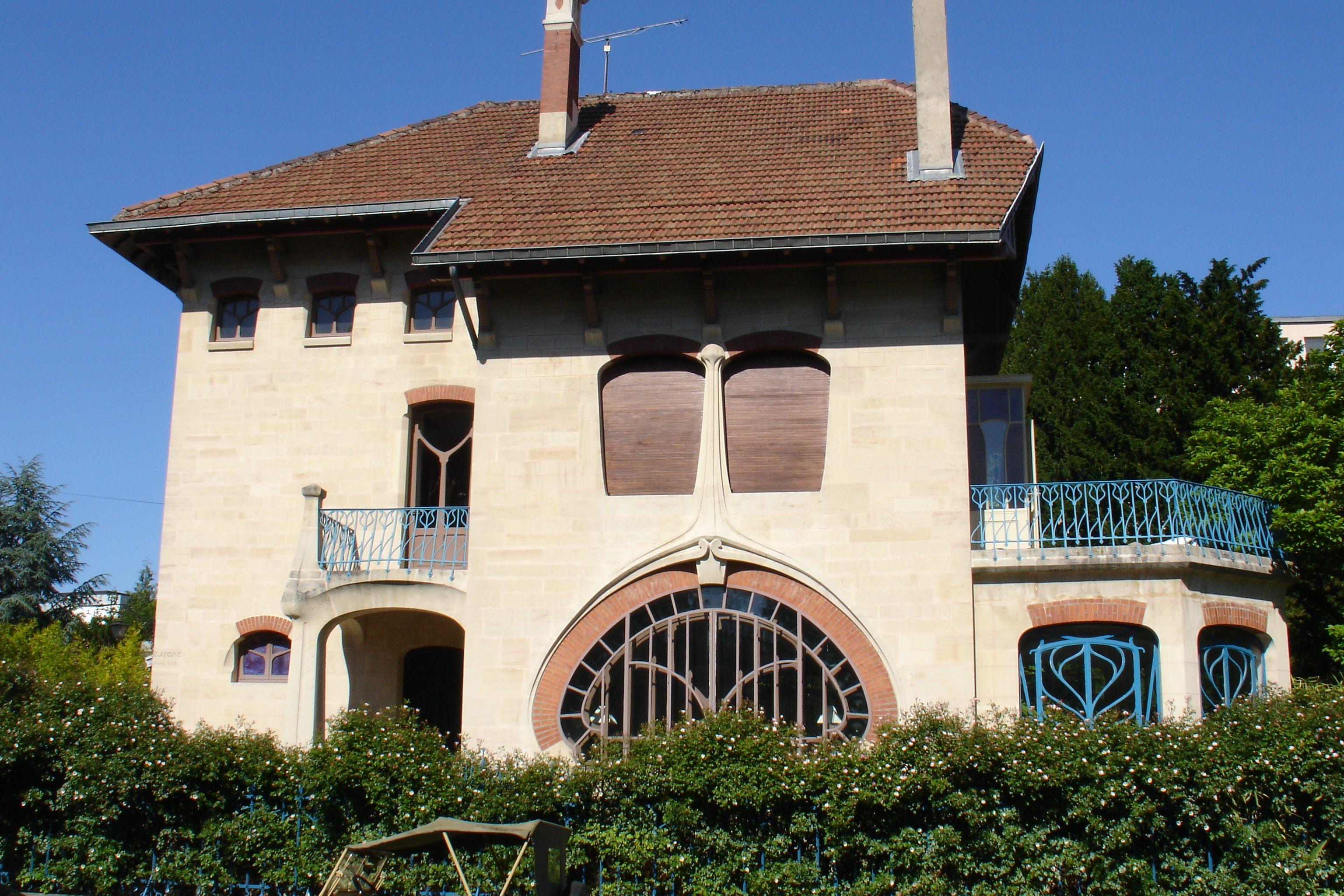
Les Glycines, au 5 de la rue.

- n°2 : conciergerie de Saurupt[3],[4],[5]

construite en 1902-1903 par les architectes Émile André et Henri Gutton
agrandie par Joseph Hornecker
bâtisse objet d’une inscription au titre des monuments historiques depuis 1994.
- n°5 : villa Les Glycines

édifice objet d’une inscription au titre des monuments historiques depuis 1994
classement en 1996.
- n°6 : villa Les Roches[8],[9],[10]

construite en 1902-1904 par l’architecte Émile André
- n°12 maison due à César Pain, construite en 1913
- n°18 maison due à César Pain, construite en 1913
- n°20 maison due à César Pain, construite en 1913